# 布洛克县 (佐治亚州)
布洛克县（英語：Bulloch County）是位于美国佐治亚州东部的一个县，面积1,754平方公里，县治斯泰茨伯勒。根据2000年美国人口普查，共有人口61,457。
布洛克县成立于1796年2月8日，县名源自佐治亚州州长阿奇博尔德·布洛克。